# Saint Sébastien (Le Pérugin, Saint-Pétersbourg)
Pour les articles homonymes, voir Saint Sébastien (homonymie).
Saint Sébastien   (en italien : San Sebastiano) est une peinture religieuse, du Pérugin, datant de 1493 - 1494 environ, et conservée au Musée de l'Ermitage à Saint-Pétersbourg.

## Thème
Le thème représenté est selon l'Iconographie chrétienne le martyre de saint Sébastien un saint romain, qui aurait été tué lors des persécutions de Dioclétien au début du IVe siècle. Il est souvent représenté dans les arts, attaché à un poteau ou à une colonne, le corps transpercé de flèches. Ce thème a été souvent traité par Le Pérugin et son entourage ainsi que par de nombreux peintres.

## Description
Saint Sébastien est représenté en buste sur un fond foncé, regardant vers le ciel, auréolé d'un trait fin doré, une flèche plantée dans le cou, comportant la signature de l'artiste « P[I]E[T]RUS PERUSINUS PINXIT » .
La rotation de la tête et la bouche légèrement entrouverte permettent de voir une fine dentition, une particularité unique dans la série des saint Sébastien du Pérugin.

## Analyse
Le saint est représenté en buste (inhabituel chez l'artiste, ce qui a fait penser à une éventuelle mutilation du tableau original).
Le corps nu dont la beauté, idéale et équilibrée sort de l'obcurité comme si elle émergeait d'une niche suggère les représentations inspirées des statues antiques.
Son expression semble demander le réconfort du martyre dans le monde divin supérieur, selon un schéma déjà employé par l'artiste. La flèche est le seul élément faisant référence au martyre, tandis que l'expression du saint exclut tout témoignage de souffrance, en faveur d'une attitude légèrement mélancolique.

## Sources
- (it) Cet article est partiellement ou en totalité issu de l’article de Wikipédia en italien intitulé « San Sebastiano (Perugino Ermitage) » (voir la liste des auteurs).